# ARD.ZDF medienakademie

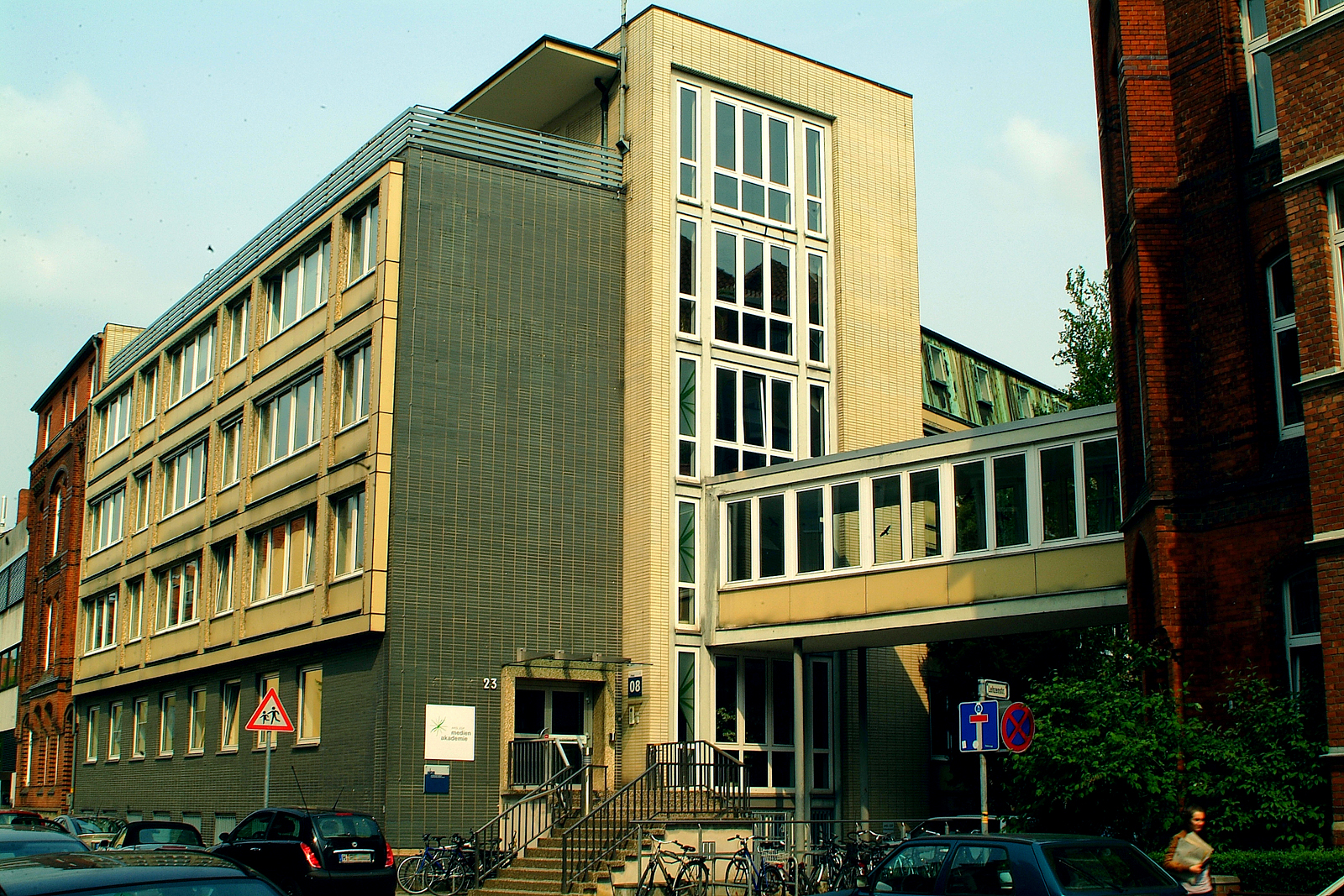
Standort in Hannover

Die ARD.ZDF medienakademie gGmbH wurde am 1. Januar 2007 gegründet und ist ein Zusammenschluss der Zentrale Fortbildung der Programm-Mitarbeiter und der Schule für Rundfunktechnik. Grund für den Zusammenschluss waren die fortschreitende Annäherung von Technik, Produktion und Programm.
Die Schulungseinrichtung verfügt über zwei Standorte mit Trainingszentren in Nürnberg und Hannover. Der Geschäftssitz ist in Nürnberg. Im Januar 2012 wurde der Standort Wiesbaden geschlossen. Das Fortbildungsprogramm richtet sich an Reporter und Redakteure von Fernsehen und Hörfunk, Mitarbeiter aus den Bereichen Produktion, Technik, Distribution, Programm und Betrieb, an Moderatoren, Autoren, Videojournalisten, Dramaturgen, Regisseure und Produzenten. Das Angebot umfasst Trainings zu den journalistischen Darstellungsformen wie Interview, Reportage und Texten, Seminare zu digitaler Technik, Online-Redaktion und Drehbuchgestaltung genauso wie Veranstaltungen zur Bedienung von Systemen und Technologien, die bei der Produktion und Verbreitung audiovisueller Medien eingesetzt werden.
Die Gesellschafter sind die Rundfunkanstalten der ARD, das ZDF, das Deutschlandradio und die Deutsche Welle. Der Geschäftsführer ist Stefan Hanke. Die Akademie ist Gründungsmitglied im MedienCampus Bayern, dem Dachverband für die Medienaus- und -weiterbildung in Bayern.